# فرد جاردين
فرد جاردين (بالإنجليزية: Fred Jardine)‏ (27 سبتمبر 1941 بإدنبرة في المملكة المتحدة - ) هو لاعب كرة قدم بريطاني في مركز الدفاع. لعب مع نادي توركي يونايتد ونادي دندي ونادي لوتون تاون وAmpthill Town F.C. ‏.